# Drosophila mojuoides
Drosophila mojuoides är en tvåvingeart som beskrevs av Wasserman 1962. Drosophila mojuoides ingår i släktet Drosophila och familjen daggflugor.
Artens utbredningsområde är Trinidad och Brasilien.